# Decarthria
Decarthria is een kevergeslacht uit de familie van de boktorren (Cerambycidae). De wetenschappelijke naam van het geslacht werd voor het eerst geldig gepubliceerd in 1834 door Hope.

## Soorten
Decarthria omvat de volgende soorten:
- Decarthria albofasciata Gahan, 1895
- Decarthria boricua Micheli, 2003
- Decarthria stephensii Hope, 1834